# Mike Noha
Miguel “Mike” Noha (ukr. Микола (Мігель, Майкл) Нога) – argentyńsko-amerykański piłkarz pochodzenia ukraińskiego, występujący na pozycji napastnika.

## Kariera piłkarska

### Kariera klubowa
Jako dziecko wyjechał do Argentyny. Rozpoczął karierę piłkarską w klubach argentyńskich. Potem przeniósł się do USA, gdzie występował w kanadyjskim Toronto Ukrainians oraz amerykańskich Ukrainian Lions i Philadelphia Ukrainians, występujących w American Soccer League.

### Kariera reprezentacyjna
W 1964 rozegrał jeden mecz w barwach narodowej reprezentacji USA z Anglią (0:10).

## Sukcesy i odznaczenia

### Sukcesy klubowe
- mistrz American Soccer League: 1961, 1962, 1963, 1964
- zdobywca U.S. Open Cup: 1960, 1961, 1963

### Sukcesy indywidualne
- król strzelców mistrzostw USA: 1960

### Odznaczenia
- nagrodzony ASL MVP Award: 1961[3]